# تاتیانا کارپوا
تاتیانا کارپوا (روسی: Татьяна Михайловна Карпова؛ ۴ ژانویهٔ ۱۹۱۶ – ۲۶ فوریهٔ ۲۰۱۸) بازیگر تئاتر، بازیگر سینما، و بازیگر اهل امپراتوری روسیه بود.
وی همچنین برندهٔ جوایزی همچون جایزه هنرمند مردمی اتحاد جماهیر شوروی و هنرمند مردمی جمهوری شوروی فدراتیو سوسیالیستی روسیه شده‌است.